# 心靈電儀表

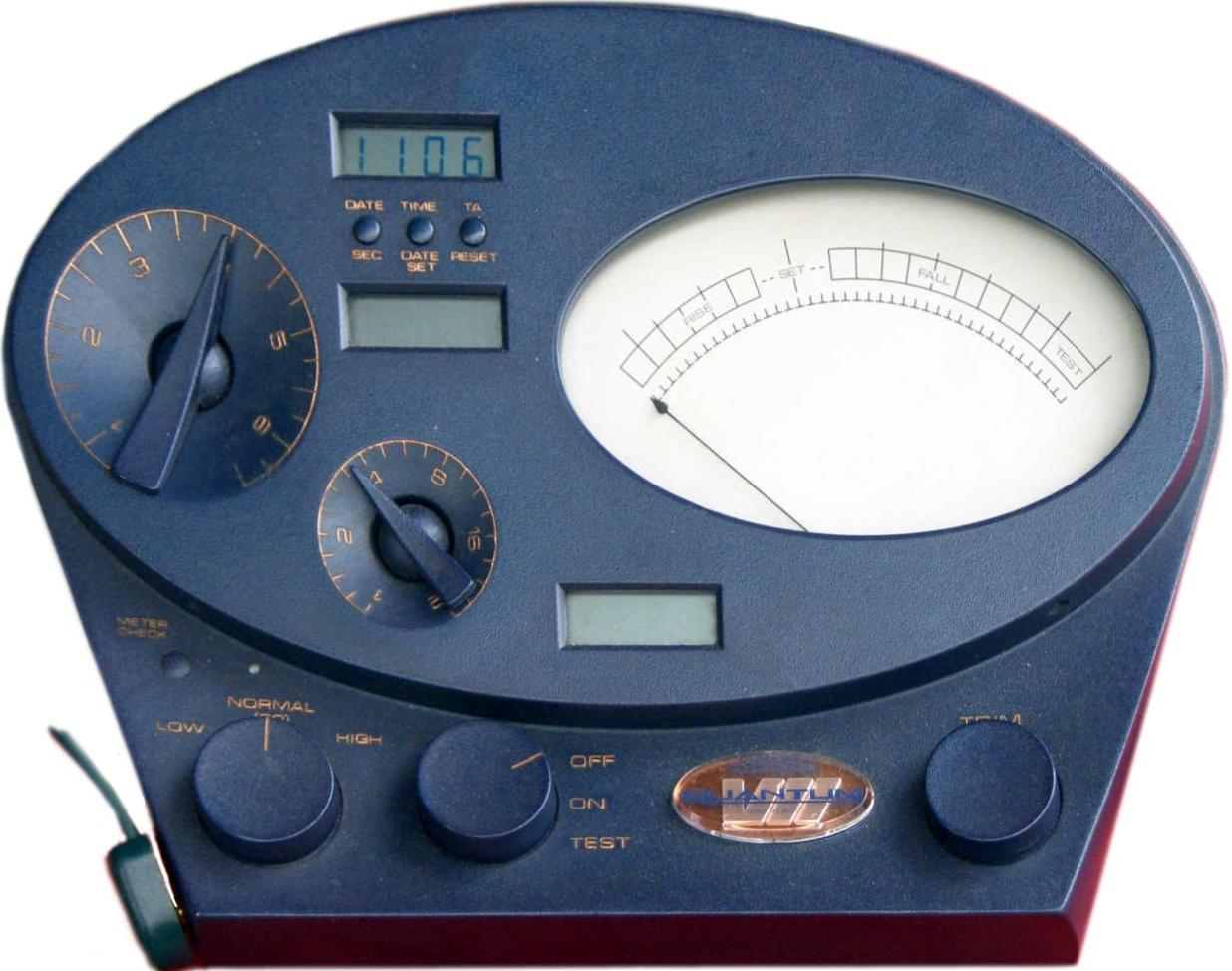
1996年發佈的「賀伯特專業馬克七型」（Hubbard Professional Mark Ultra VII）電儀表，會員内部時價五千美元。目前最新款為2013年發行的「馬克八型」（ULTRA VIII）。

心靈電儀表（英語：E-meter，也稱賀伯特靜電計或簡稱為電儀表）是山達基教會生產的一種用於新興宗教山達基教的宗教用品，聲稱根據電流變化可以觀察人類心靈的狀態和反應。
因爲山達基創始人L·罗恩·贺伯特最初聲稱利用心靈電儀表來進行聽析可以幫助治愈疾病，心靈電儀表旋即隨之成爲了訴訟的對象。山達基教認為人的心靈儲存「圖像」，並認定所有疾病的大約百分之七十都「不過是由心態所引起」的「服務性複製圖像」導致的「身心性疾病」，因此根據教義利用該工具聽析可以治愈大部分疾病。但是此後，山達基教會對外發布免責聲明，宣稱電子計“本身無法做什麼”，無法改善健康，並且僅用於宗教目的。
根據山達基教會的政策，心靈電儀表只銷售給山達基人，並只可以在山達基人之間轉讓，這是通過產品序列號和國際山達基人協會的會員身份來檢查的。

## 技術説明
電儀表的主要元件之一是惠斯登電橋。惠斯登電橋是1833年發明的一種電路，可以偵測到兩個電阻抗（在本例中為電阻）之間非常微小的差異。電儀表的構造使得電橋的一個電阻是受試者的身體，另一個電阻則是儀器操作者控制的可變電阻器。儀器電池中的微小電壓會施加到受試者手中的電極。在諮詢過程中，隨著受試者身體的電特性（皮膚電活動）發生變化，由此產生的微弱電流變化會以指針運動的形式顯示在大型模擬面板上。表盤上沒有數字，因為操作者主要觀察特徵性的指針運動，故絕對電阻（以歐姆為單位）相對不重要。施加在電極上的電壓小於1.5伏特，流經受試者身體的電流小於半毫安。
根據2018年瑞士電子工程師YouTuber“Play with Junk”對“賀伯特專業馬克超級量子七”（Hubbard Professional Mark Super Quantum VII）的拆解分析，儘管電路板佈局和連接的混亂程度像手工小規模製造；但是該設備的電子元件，尤其是電位器、時鐘和液晶顯示器控制晶片的質量非常好，成本可能高達200美元左右。

## 外部資料
- 山達基教會對心靈電儀表的中文官方介紹
  - 舊版不含免責聲明的中文官方介紹 （页面存档备份，存于）
- US6011992A美國專利 （页面存档备份，存于）（英文）
- 山達基的秘密：電儀表 （页面存档备份，存于） 卡耐基·梅隆大學電腦科學系（英文）